# Ovjurský chošún
Ovjurský chošún (rusky Овюрский кожуун, tuvinsky Өвүр кожуун) je administrativně-územní jednotka (chošún) v Republice Tuva v Ruské federaci. Administrativním centrem je selo Chandagajty. Leží na samém jihozápadě Republiky. Ovjurský chošún se přirovnává k rajónům Dálného severu. Chožún byl založen 12. března 1941.
Rozloha rajónu je 4 400 km². Nachází se v jihozápadní části republiky Tuva. Hraničí na severu s Barun-Chemčikským, Dzun-Chemčikským, Ulug-Chemským chošúnem, na východě s Tes-Chemským chošúnem, na západě s Mongun-Tajginským chošúnem a na jihu s Mongolskem.

## Demografie
- 1990 — 8 813 obyv.
- 2000 — 8 031 obyv.
- 2002 — 7 930 obyv.
- 2004 — 7 876 obyv.
- 2005 — 7 912 obyv.
- 2006 — 7 815 obyv.
- 2007 — 7 898 obyv.
- 2008 — 8 029 obyv.
- 2009 — 8 086 obyv.
- 2010 — 7 022 obyv.
- 2011 — 7 010 obyv.
- 2012 — 6 871 obyv.
- 2013 — 6 812 obyv.
- 2014 — 6 817 obyv.
- 2015 — 6 807 obyv.
- 2016 — 6 819 obyv.

## Administrativní členění

### Městské a vesnické okresy
| №. | Městské a vesnické okresy | Administrativní centrum | Počet sídelních útvarů | Počet obyvatel | Rozloha [km2] |
| -- | ------------------------- | ----------------------- | ---------------------- | -------------- | ------------- |
| 1  | Sumon Dus-Dagskij         | selo Dus-Dag            | 1                      | 968 ↘          | 23,30         |
| 2  | Sumon Saglynskij          | selo Sagly              | 1                      | 768 ↘          | 19,65         |
| 3  | Sumon Saryg-Choliskij     | selo Ak-Čyraa           | 1                      | 459 ↘          | 31,65         |
| 4  | Sumon Solčurskij          | selo Solčur             | 1                      | 887 ↘          | 25,79         |
| 5  | Sumon Chandagajtinskij    | selo Chandagajty        | 1                      | 3 170 ↗        | 49,52         |
| 6  | Sumon Čaa-Suurskij        | selo Čaa-Suur           | 1                      | 567 ↘          | 278,77        |

### Sídelní útvary
| №. | Sídelní útvar | Rusky      | Typ sídelního útvaru | Počet obyvatel | Komunální útvar        |
| -- | ------------- | ---------- | -------------------- | -------------- | ---------------------- |
| 1  | Ak-Čyraa      | Ак-Чыраа   | vesnice (selo)       | 459 ↘          | Sumon Saryg-Choliskij  |
| 2  | Dus-Dag       | Дус-Даг    | vesnice (selo)       | 968 ↗          | Sumon Dus-Dagskij      |
| 3  | Sagly         | Саглы      | vesnice (selo)       | 768 ↘          | Sumon Saglynskij       |
| 4  | Solčur        | Солчур     | vesnice (selo)       | 887 ↘          | Sumon Solčurskij       |
| 5  | Chandagajty   | Хандагайты | vesnice (selo)       | 3 170 ↗        | Sumon Chandagajtinskij |
| 6  | Čaa-Suur      | Чаа-Суур   | vesnice (selo)       | 567 ↘          | Sumon Čaa-Suurskij     |

## Ekonomika
Hlavním předmětem činnosti Ovjurského chošúnu zemědělství.

## Doprava
Územím Ovjurského chošúnu prochází dálnice А163 Čadan — celní terminál „Chandagajty-Boršoo“.

## Pamětihodnosti
Na území se rozkládá část biosférické rezervace Uvs núrská kotlina. Kotlina je zařazena na Seznam světového dědictví UNESCO.